# Англиканская церковь в Японии
Nippon Sei Ko Kai (Japanese: 日本聖公会, Nippon Seikōkai, «Японская Святая Католическая Церковь»), NSKK или Англиканская Церковь в Японии — одна из Провинций Англиканского Сообщества, Провинция Японии (日本管区, Nippon Kanku).

## История
В 1859 году два миссионера Епископальной Церкви США прибыли в Японию. Вслед за ними последовали миссионеры Церкви Англии и Англиканской Церкви Канады. Синод был создан в 1887, а первые японские епископы были рукоположены в 1927 году.
В настоящее время Архиепископ Натаниель Макото Уэмацу (Nathaniel Makoto Uematsu) является Примасом Японской Святой Кафолической Церкви и епископом Диоцеза Хоккайдо (the Diocese of Hokkaidō).

## Диоцезы Англиканской Церкви в Японии
Англиканская церковь в Японии состоит из 11 Диоцезов:
- Диоцез Хоккайдо
- Диоцез Тохоку
- Диоцез Северного Канто (KitoKanto)
- Диоцез Токио
- Диоцез Иокогамы
- Диоцез Тюбу
- Диоцез Киото (кафедральный собор — церковь святой Агнии);
- Диоцезы Осаки
- Диоцез Кобе
- Диоцез Кюсю
- Диоцез Окинавы